# 탈라스 (튀르키예)
탈라스(Talas)는 튀르키예 카이세리 주에 있는 도시이다. 아나톨리아의 중부에 위치해 있다. 2000년 도시의 인구는 40,122명이었다. 카이세리와 약 7km 떨어진 곳에 위치하며, 카이세리의 위성 도시가 된 이후 급격한 도시화와 인구 증가 현상이 발생하였다.

## 인구
| 연도                                                | 인구    | ±% p.a. |
| --------------------------------------------------- | ------- | ------- |
| 1990                                                | 49,025  | —       |
| 1997                                                | 54,401  | +1.50%  |
| 2007                                                | 75,675  | +3.36%  |
| 2012                                                | 113,372 | +8.42%  |
| 2017                                                | 155,024 | +6.46%  |
| 2022                                                | 169,214 | +1.77%  |
| 출처: 1990 census, 1997 census and TÜIK (2007-2022) |         |         |

## 역사
탈라스의 역사는 기원전 1500년으로 거슬러 올라간다. 아케메네스 왕조, 고대 마케도니아, 고대 그리스, 로마 제국 등이 침략했었다. 1071년 만지케르트 전투까지 비잔티움 제국의 지배하에 있었다. 당시 셀주크 왕조가 로마누스 4세를 물리쳤으며 그 후 아나톨리아로 입성했다. 이 때부터 룸 술탄국은 1467년 오스만 제국이 이곳을 점령할 때까지 탈라스를 다스렸다.

## 같이 보기
- 카이세리주

1. ↑  “1990 General Census” (PDF) (튀르키예어). Turkish Statistical Institute. 1991. 2021년 8월 31일에 원본 문서 (PDF)에서 보존된 문서.
2. ↑  “1997 Population Count” (PDF) (튀르키예어). Turkish Statistical Institute. 1999. 2022년 10월 30일에 원본 문서 (PDF)에서 보존된 문서.
3. ↑  “Population Of SRE-1, SRE-2, Provinces and Districts”. TÜIK. 2023년 9월 22일에 확인함.